# Сан-Аґустін (культура)

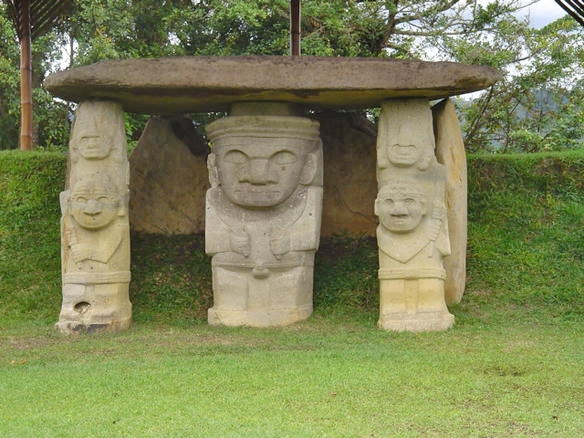
Пернаті скульптури парку Сан-Аґустін 1-8 століття

Сан-Аґустін — археологічна культура, знайдена на території Колумбії, перш за все на території археологічного парку Сан-Аґустін, що характеризується великими монолітними скульптурами, які вказують на процвітання цієї культури протягом досить довгого періоду, з 33 століття до н. е. до 14 століття н. е.